# Lassen Peak Trail
Le Lassen Peak Trail est un sentier de randonnée du comté de Shasta, en Californie, aux États-Unis. Situé au sein du parc national volcanique de Lassen, il est classé National Recreation Trail depuis 1981.